# Osterburg (Altmark)
Osterburg (Altmark) is een stad in de Duitse deelstaat Saksen-Anhalt, en maakt deel uit van de Landkreis Stendal.
Osterburg (Altmark) telt 9.617 inwoners.

## Geschiedenis
De plaats werd voor het eerst vermeld in 1157 en verkreeg stadsrecht in 1208. Osterburg behoorde van 1436 tot 1483 tot de Hanze.

## Indeling gemeente
De volgende Ortschaften en Ortsteile (OT) maken deel uit van de gemeente:
- Ortschaft Osterburg met de OT Osterburg, Dobbrun, Krumke en Zedau
- Ortschaft Ballerstedt met de OT Groß Ballerstedt en Klein Ballerstedt
- Ortschaft Düsedau met de OT Düsedau en Calberwisch
- Ortschaft Erxleben met de OT Erxleben en Polkau
- Ortschaft Flessau met de OT Flessau, Natterheide, Rönnebeck, Storbeck en Wollenrade
- Ortschaft Gladigau met de OT Gladigau, Orpensdorf en Schmersau
- Ortschaft Königsmark met de OT Königsmark, Rengerslage, Wasmerslage en Wolterslage
- Ortschaft Krevese met de OT Krevese, Dequede, Polkern en Röthenberg
- Ortschaft Meseberg met de OT Meseberg
- Ortschaft Rossau met de OT Rossau en Schliecksdorf
- Ortschaft Walsleben met de OT Walsleben en Uchtenhagen

Aland ·
Altmärkische Höhe ·
Altmärkische Wische ·
Arneburg ·
Bismark (Altmark) ·
Eichstedt (Altmark) ·
Goldbeck ·
Hassel ·
Havelberg ·
Hohenberg-Krusemark ·
Iden ·
Kamern ·
Klietz ·
Osterburg (Altmark) ·
Rochau ·
Sandau (Elbe) ·
Schollene ·
Schönhausen (Elbe) ·
Seehausen (Altmark) ·
Stendal ·
Tangerhütte ·
Tangermünde ·
Vinzelberg ·
Werben (Elbe) ·
Wust-Fischbeck ·
Zehrental